# Mark Hammett
Pas d'image ? Cliquez ici

a Compétitions nationales et continentales officielles uniquement.

b Matchs officiels uniquement.
Dernière mise à jour le 01 février 2016.
Mark Garry Hammett (né le 13 juillet 1972 à Christchurch, en Nouvelle-Zélande) est un joueur et entraîneur néo-zélandais de rugby à XV qui a joué avec les All-Blacks au poste de talonneur (1,85 m pour 103 kg).

## Carrière

### Province
Il a joué avec la province de Canterbury.

### En équipe nationale
Il a joué avec l'équipe de Nouvelle-Zélande des moins de 17 ans (1989), moins de 19 ans (1991, en tant que capitaine) et des moins de 21 ans (1992-93).
Hammett a disputé son premier test match le 26 juin 1999 contre l'équipe de France et le dernier contre cette même équipe, le 20 novembre 2003.
Il a disputé trois matchs de la coupe du monde 1999 et cinq matchs de la coupe du monde 2003, dont la petite finale contre la France.
Contrairement à la majeure partie des talonneurs All Blacks de ces vingt dernières années, il a connu la consécration internationale assez tard (à presque vingt-sept ans) et a dû attendre l’année de ses trente ans pour expérimenter sa première saison en tant que titulaire. Son jeu n’est certainement pas pour rien dans cette reconnaissance tardive. C’est en effet un combattant de l’ombre, toujours au cœur des regroupements à lutter pour la possession du ballon. Même si ses charges et son activité défensive le mettent parfois en lumière, il n’a pas vocation à être un quatrième troisième ligne. Ce qui n’en fait pas le moins efficace des talonneurs.

### Entraîneur
- 2006 : Canterbury
- 2006-2010 : Crusaders (Adjoint)
- 2011-2014 : Hurricanes
- 2014-2015 : Cardiff Blues
- 2016 : Sunwolves
- 2017- : Highlanders (adjoint)

## Statistiques

### En équipe nationale
De 1999 à 2003, Mark Hammett compte 29 sélections avec les All-Blacks, inscrivant 15 points, soit 3 essais. Avec les Kiwis, il dispute deux Coupe du monde en 1999 et en 2003. Il participe à quatre éditions du Tri-nations en 1999, 2000, 2002 et 2003.

## Palmarès

### En club
- 81 matchs de Super 12 avec les Crusaders
- 5 finales du Super 12 : 1998, 1999, 2000, 2002, 2003

### En équipe nationale
- Vainqueur du Tri-nations en 1999, 2002 et 2003